# Ольчев, Николай Данилович
Николай Данилович Ольчев (1923—1989) — лейтенант Советской Армии, участник Великой Отечественной войны, Герой Советского Союза (1943).

## Биография
Николай Ольчев родился 16 декабря 1922 года в селе Борки (ныне — Шацкий район Рязанской области). После окончания четырёх классов школы работал плотником на родине. В августе 1941 года Ольчев был призван на службу в Рабоче-крестьянскую Красную Армию. С февраля 1943 года — на фронтах Великой Отечественной войны.
К октябрю 1943 года красноармеец Николай Ольчев был наводчиком орудия 375-го артиллерийского полка 181-й стрелковой дивизии 13-й армии Центрального фронта. Отличился во время битвы за Днепр. В ночь со 2 на 3 октября 1943 года батарея Ольчева переправилась через Днепр в районе села Колыбань Брагинского района Гомельской области Белорусской ССР и закрепилась на плацдарме на его западном берегу. Противник предпринял большое количество контратак, но все они были успешно отражены. В критический момент боя, оставшись один в строю из всего расчёта, Ольчев подбил четыре немецких танка, продержавшись до подхода основных сил, при этом сам был ранен.
Указом Президиума Верховного Совета СССР от 16 октября 1943 года за «образцовое выполнение боевых заданий командования на фронте борьбы с немецкими захватчиками и проявленные при этом отвагу и геройство» красноармеец Николай Ольчев был удостоен высокого звания Героя Советского Союза с вручением ордена Ленина и медали «Золотая Звезда» за номером 1257.
В январе 1945 года Ольчев вновь был ранен. После окончания войны он продолжил службу в Советской Армии. Окончил Томское артиллерийское училище. В 1952 году в звании лейтенанта Ольчев был уволен в запас. Проживал сначала в Скопине, затем в Томске. Скончался 17 августа 1989 года, похоронен на томском кладбище Бактин.
Был также награждён орденами Отечественной войны 1-й и 2-й степеней, рядом медалей.